# Polícrates de Atenas
Polícrates ( en griego antiguo: Πολυκράτης) fue un retórico y sofista griego, maestro del gramático Zoilo de Anfípolis.

## Nota biográfica
Entre 393 y 385 a. C., Polícrates publicó un panfleto titulado Acusación de Sócrates, en el que atacaba a Sócrates, filósofo adversario de los sofistas, en el plano político; el discípulo de Sócrates Jenofonte le replicó en sus Memorables. También se enemistó con Filénide de Samos, a quien condenó por su moral tras publicar bajo su nombre un manual de sexo. El poeta Escrión, defensor de Filénide, atribuyó la autoría del libro al propio Polícrates.